# 昭島市立共成小学校
昭島市立共成小学校（あきしましりつきょうせいしょうがっこう）は、東京都昭島市郷地町二丁目にある公立小学校。

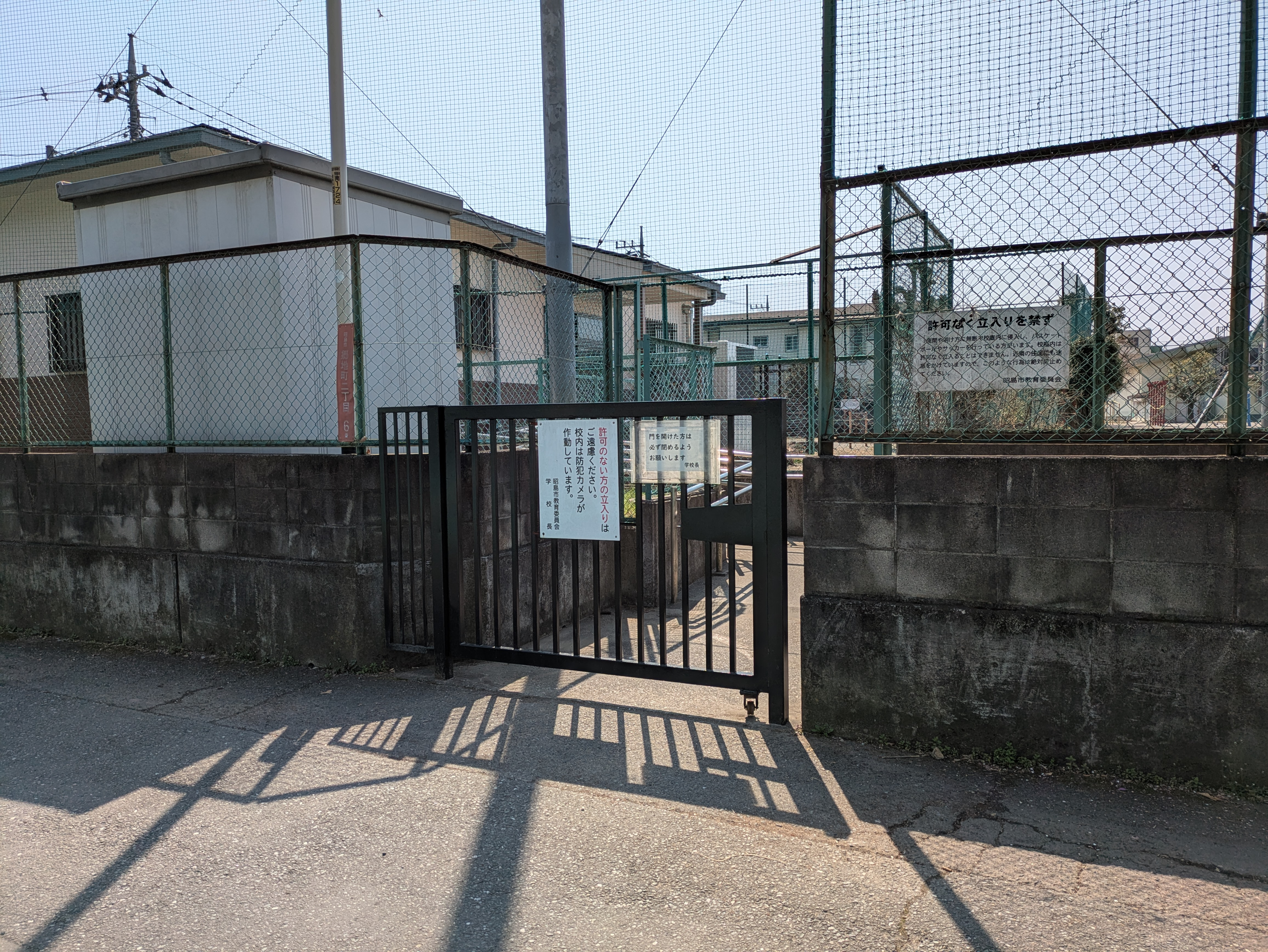
共成小学校北門

## 教育目標
- 助け合う子
- 考える子
- きたえる子[1]

## 沿革
- 1976年（昭和51年）
  - 4月1日 - 開校。ただし、校舎は、この時点で完成しておらず、玉川小学校の校舎を使用。
  - 4月6日 - 開校式・最初の始業式・第1回入学式を挙行。
  - 9月1日 - 新校舎にて、第2学期の授業開始。
  - 10月2日 - 開校式典挙行。
  - 11月2日 - 校章制定。開校記念日を6月30日と定める。
- 1977年（昭和52年）
  - 3月30日 - 第2期工事完成（ワークルーム1、心身障害学級教室6、普通教室2）。
  - 4月1日 - 心身障害学級2、訪問学級1を設置。
  - 4月6日 - 学区域変更のため、東小学校から、2学年以上・心身障害学級・訪問学級の児童が転入。
  - 8月1日 - 体育館完成。
- 1978年（昭和53年）10月1日 - 校歌制定。
- 1983年（昭和58年）3月20日 - 特別教室完成（理科、音楽、図工）。
- 1985年（昭和60年）11月23日 - 開校10周年記念式典挙行。
- 1988年（昭和63年）3月30日 - 飼育舎完成。
- 1990年（平成2年）
  - 3月13日 - 体育館外壁塗装工事完了。
  - 3月20日 - 放送スタジオ等設置。
- 1991年（平成3年）5月1日 - 校庭西側防砂林植樹。
- 1992年（平成4年）3月31日 - 心身障害学級休級。
- 1994年（平成6年）3月24日 - 温水シャワー設置。
- 1995年（平成7年）4月1日 - 心身障害学級再開級。
- 1996年（平成8年）11月30日 - 開校20周年記念式典挙行。
- 2000年（平成12年）3月31日 - 空調設備改修。
- 2001年（平成13年）
  - 4月1日 - 加配教員による少人数授業開始。
  - 6月15日 - コンピュータ室設置。
- 2002年（平成14年）8月31日 - ランチルーム設置。
- 2006年（平成18年）11月10日 - 開校30周年記念式典挙行。
- 2009年（平成21年）6月25日 - プール改修工事竣工。
- 2010年（平成22年）11月19日 - 大規模改造(校舎･体育館耐震補強)・図書室改修・若草トイレ改修工事竣工。
- 2012年（平成24年）5月24日 - 校庭一部芝生化工事。
- 2014年（平成26年）
  - 3月28日 - 太陽光パネル設置。
  - 12月 - 外壁改修工事終了。
- 2015年（平成27年）
  - 4月1日 - 東京都オリンピック・パラリンピック教育推進校。
  - 9月11日 - ミストシャワー設置。
- 2016年（平成28年）
  - 6月25日 - 開校40周年記念音楽会開催。
  - 7月23日 - プールピット改修工事着工。

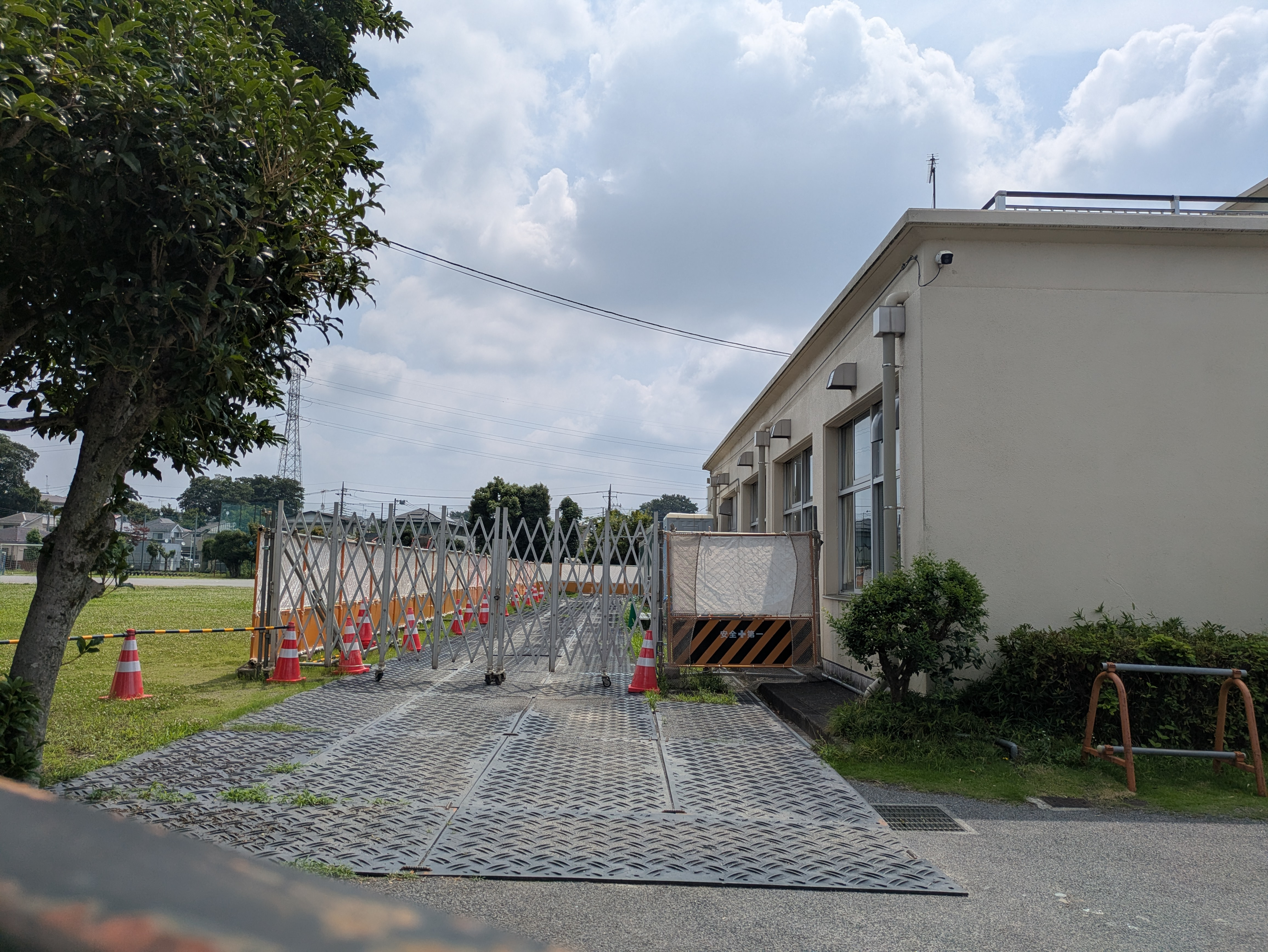
昭島市立共成小学校空調工事風景

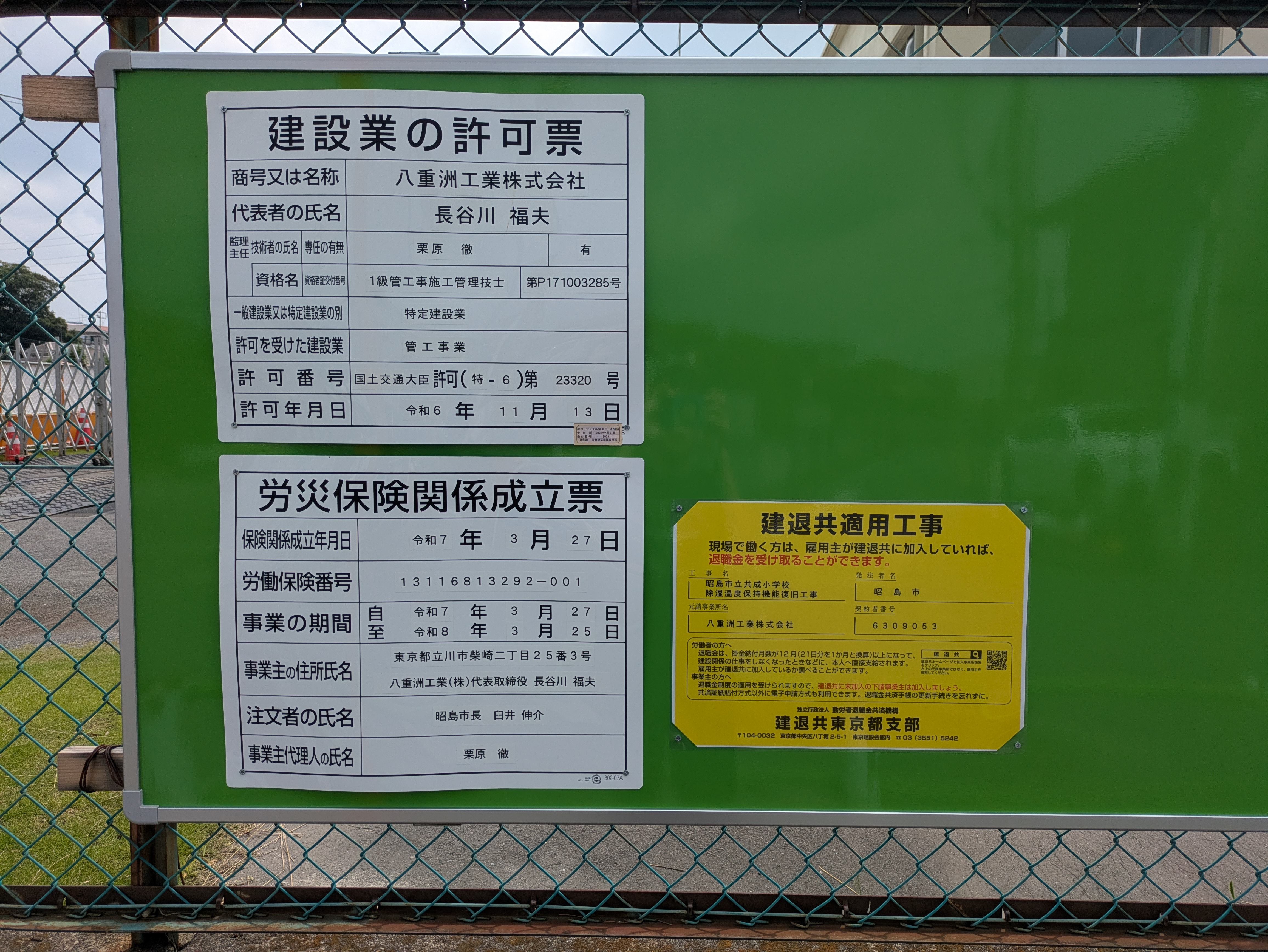
昭島市立共成小学校空調工事表示

- 2021年（令和3年）
  - 3月頃 - 体育館冷房設置工事開始。
  - 5月頃 - 体育館冷房設置工事終了[2]。
- 2025年(令和7年)
  - ３月27日空調設備改良工事開始
- 2026年
  - ３月25日空調設備改良工事終了予定